# (2598) Merlin
(2598) Merlin ist ein Asteroid des Hauptgürtels, der am 7. September 1980 vom US-amerikanischen Astronomen Edward L. G. Bowell an der Anderson Mesa Station (IAU-Code 688) des Lowell-Observatoriums in Coconino County entdeckt wurde.
Der Asteroid wurde nach Merlin benannt, dem mythologischen Zauberer aus der Artussage.